# Штефанек, Давор
Давор Штефанек (род. 12 сентября 1985) — сербский борец греко-римского стиля, Олимпийский чемпион и чемпион мира.

## Биография
Родился в 1985 году в Суботице. В 2004 году стал серебряным призёром чемпионата Европы, но на Олимпийских играх в Афинах занял лишь 18-е место. В 2005 году завоевал серебряную медаль Средиземноморских игр и стал чемпионом мира среди юниоров. В 2008 году стал бронзовым призёром чемпионата Европы, но на Олимпийских играх в Пекине оказался лишь 15-м. В 2009 году завоевал золотую медаль Средиземноморских игр. На Средиземноморских играх 2011 года завоевал золотую медаль по правилам греко-римской борьбы и серебряную медаль по правилам вольной борьбы. В 2012 году завоевал бронзовую медаль чемпионата Европы. В 2014 году выиграл Средиземноморские игры и стал чемпионом мира. В 2016 году выиграл золотую медаль на летних Олимпийских Играх в Рио-де-Жанейро.

## Награды
- Золотая медаль «За заслуги» (2019, Сербия)[1].